# SN 2008hp
SN 2008hp – supernowa typu Ia odkryta 22 listopada 2008 roku w galaktyce A094326+2510. W momencie odkrycia miała maksymalną jasność 16,40m.